# Opus (manga)
Opus è un manga seinen scritto ed illustrato Satoshi Kon. La storia è incentrata su un mangaka che viene trascinato nel mondo dell'opera che sta concludendo e costretto a confrontarsi con i suoi personaggi. Serializzato nella rivista manga Comic Guys dall'ottobre 1995 fino alla cancellazione della rivista nel giugno 1996, venne raccolto in due volumi da Tokuma Shoten il 13 dicembre 2010 e includeva un finale mancante trovato dopo la morte di Kon. La Panini Comics lo distribuì in Italia nella collana Planet Manga il 13 novembre 2013, mentre la Dark Horse Comics lo importò in Nord America e lo rilasciò in edizione omnibus il 9 dicembre 2014. L'edizione francese del manga vinse il premio Asia Critics del 2013 dall'Association des Critiques et des journalistes de Bande Dessinée e fu nominata per la  Sélection Officiele  all'Angoulême International Comics Festival del 2014.  Opus  fu l'ultimo manga di Kon prima di debuttare come regista di anime con  Perfect Blue  nel 1997.

## Trama
Il mangaka Chikara Nagai sta terminando la sua serie di successo  Resonance , facendo in modo che l'eroina, l'investigatrice e telepate Satoko Miura, combatta il leader di una setta, "Nameless Faith", la Maschera, e che la  esper Lin si sacrifichi per sconfiggerlo. Mentre lavora fino a tardi per rispettare la scadenza, incontra Lin arrabbiato che ruba i bozzetti che rappresentano la sua morte e Nagai viene risucchiato nel suo manga nel mezzo di uno scontro tra Satoko e la Maschera. Lei lo aiuta a fuggire, ma nel frattempo la Maschera fa il lavaggio del cervello al capo Hanamura delle forze speciali per trovarli. Quando Lin trova la Maschera, combattono al di fuori dei confini del manga in cui sono stati disegnati, rivelando crepe che portano ad altre pagine. Quando il capo trova Satoko, Lin tenta di scappare attraverso una spaccatura con lei, ma Satoko viene colpita da una pallottola. Nagai cade attraverso il fondo del mondo e finisce in quello reale, ma scopre che non può disegnare Lin e finire il capitolo. Tuttavia ci ripensa e scrive un finale alternativo, salvando Satoko dal colpo e portandola nella sua realtà. Satoko esplora la zona e mentre legge il manga su di lei, trova Lin in un volume precedente. Dalla sua esperienza, determina che il mondo di Nagai è crudele come il suo e loro decidono di salvarlo.
Quando tornano, scoprono che il mondo del manga si sta disintegrando e la Maschera e Hanamura cercano di ucciderli di nuovo. Il mondo scompare, salvo Nagai. Trova la sorella di Lin, Mei, che gli dà la penna persa e ridisegna Satoko. Tornano al primo volume di Resonance, dove quest'ultima era il bersaglio di un serial killer, ma era stata salvata dal detective della polizia e telepate Sawamura, deceduto nel processo e reincarnatosi come Lin. Nagai suggerisce di evitare di interferire con la storia, ma quando interagiscono con i personaggi del mondo, iniziano a formarsi nuovamente delle crepe. Lin trova l'assassino, che sarebbe divenuto la Maschera, e cerca di ucciderlo, ma viene fermato da Nagai e Satoko. Dopo che ella viene colpita, il gruppo e un Sawamura ferito cercano di salvarla. Il serial killer trova una copia di Resonance e prevede un'imboscata di Sawamura, uccidendolo. Lin viene colpito mentre cerca di fermarlo e lo ammazza, liberando la Maschera che si era nascosto nel suo corpo. Questi prende il controllo del mondo e il gruppo cade, attraverso una spaccatura della vignetta, nel secondo volume. Mentre precipitano, Nagai dichiara che è "la fine". 
Satoshi Kon, l'artista di  Opus , viene informato della cancellazione della rivista  Comic Guard  e si lamenta del fatto che avrebbe potuto finire la storia in soli tre capitoli e che è la seconda volta che un suo manga viene interrotto, richiamando alla memoria Seraphim 266613336Wings, realizzato con Mamoru Oshii. Più tardi, chiama il suo editore e gli racconta un capitolo finale a cui sta lavorando per un finale improvviso, ma non può disegnarlo perché è impegnato con  Perfect Blue . Nagai appare fuori dal capitolo e lo ammonisce per non aver completato la sua opera, offrendogli delle idee per pubblicarla.